# Sollevamento pesi ai XIII Giochi del Mediterraneo
I tornei di  Sollevamento pesi ai XIII Giochi del Mediterraneo hanno previsto un totale di 28 medaglie d'oro.

## Podi

### Uomini
| Evento                  | Oro                 | Perform. | Argento              | Perform. | Bronzo               | Perform. |
| Slancio                 |                     |          |                      |          |                      |          |
| fino a 54 kg (dettagli) | Halil Mutlu         | 142.50   | Eric Bonnel          | 137.50   | Giovanni Scarantino  | 135      |
| fino a 59 kg (dettagli) | Leonidas Sabanis    | 155      | Mohamed Osman        | 155      | Sedat Artuç          | 152.50   |
| fino a 64 kg (dettagli) | Giōrgos Tzelilīs    | 162.50   | Mucahit Yagci        | 160      | Hafiz Suleymanoglu   | 160      |
| fino a 70 kg (dettagli) | Fedail Guler        | 175      | Abdelmanaam Yahiaoui | 172.50   | Ahmed Hashem         | 170      |
| fino a 76 kg (dettagli) | Viktor Mitrou       | 180      | Raafat Eissawy       | 177.50   | Mehmet Yılmaz        | 170      |
| fino a 83 kg (dettagli) | Dursun Sevinc       | 192.50   | Diego Facca          | 190      | Sergio Mannironi     | 187.50   |
| fino a 91 kg (dettagli) | Bunyami Sudas       | 200      | Francesco De Tommaso | 197.50   | Leonidas Kokas       | 197.50   |
| fino a 99 kg (dettagli) | Akakios Kahiasvilis | 212.50   | Sunay Bulut          | 210      | Tharwat El Bendari   | 210      |
| oltre 108 kg (dettagli) | Erdinc Arslan       | 215      | Bruno J. Soto Carazo | 215      | Vanni Lauzana        | 212.50   |
| Strappo                 |                     |          |                      |          |                      |          |
| fino a 54 kg (dettagli) | Halil Mutlu         | 120      | Eric Bonnel          | 110      | Ali Hemid            | 107.50   |
| fino a 59 kg (dettagli) | Leonidas Sabanis    | 125      | Sedat Artuç          | 115      | Mohamed Osman        | 115      |
| fino a 64 kg (dettagli) | Hafiz Suleymanoglu  | 145      | Yosry Shalaly        | 132.50   | Mucahit Yagci        | 130      |
| fino a 70 kg (dettagli) | Fedail Guler        | 145      | Alexandros Politidis | 140      | Abdelmanaam Yahiaoui | 135      |
| fino a 76 kg (dettagli) | Mehmet Yılmaz       | 150      | Christos Spyrou      | 145      | Viktor Mitrou        | 140      |
| fino a 83 kg (dettagli) | Dursun Sevinc       | 160      | Sergio Mannironi     | 155      | Nasser Adel          | 155      |
| fino a 91 kg (dettagli) | Bunyami Sudas       | 165      | Leonidas Kokas       | 160      | Nasser Helal         | 155      |
| fino a 99 kg (dettagli) | Sunay Bulut         | 170      | Akakios Kahiasvilis  | 167.50   | Tharwat El Bendari   | 167.50   |
| oltre 108 kg (dettagli) | Erdinc Arslan       | 170      | Jon Tecedor Aguinaga | 165      | Oleg Panatidis       | 162.50   |

GR= Games Record
WR= World Record

## Medagliere
| Posizione | Paese   |    |    |    | Totale |
| --------- | ------- | -- | -- | -- | ------ |
| 1         | Turchia | 13 | 3  | 4  | 20     |
| 2         | Grecia  | 5  | 4  | 3  | 12     |
| 3         | Francia | 3  | 1  | 4  | 8      |
| 4         | Albania | 2  | 4  | 0  | 6      |
| 4         | Tunisia | 2  | 4  | 0  | 6      |
| 6         | Grecia  | 2  | 1  | 1  | 4      |
| 7         | Siria   | 2  | 0  | 1  | 3      |
| 8         | Cipro   | 0  | 2  | 0  | 2      |
| 9         | Italia  | 0  | 1  | 1  | 2      |
| 10        | Libia   | 0  | 0  | 2  | 2      |
| 10        | Spagna  | 0  | 0  | 2  | 2      |
| Totale    | Totale  | 22 | 22 | 22 | 66     |